# Safi Faye
Safi Faye (Dacar, 22 de novembro de 1943 — Paris, 22 de fevereiro de 2023) foi uma diretora de cinema e etnóloga senegalesa. Ela foi a primeira mulher da África Subsaariana a dirigir um longa-metragem distribuído comercialmente, Kaddu Beykat, lançado em 1975. Dirigiu vários documentários e filmes de ficção com foco na vida rural no Senegal.

## Biografia

### Infância e educação
Safi Faye nasceu em 1943 em Dakar, Senegal, em uma família aristocrática de Serer. Seus pais, os Fayes, eram de Fad'jal, uma vila ao sul de Dacar. Ela frequentou a Escola Normal em Rufisque e recebeu seu certificado de professora em 1962 ou 1963, começou a lecionar em Dakar.
Em 1966 foi ao Dakar Festival of Negro Arts e conheceu o etnólogo e cineasta francês Jean Rouch. Ele a encorajou a usar o cinema como uma ferramenta etnográfica. Ela teve um papel de ator em seu filme de 1971 Petit à petit. Faye disse que não gosta do filme de Rouch, mas que trabalhar com ele lhe permitiu aprender sobre cinema e cinéma-vérité. Na década de 1970 estudou etnologia na Escola Prática de Altos Estudos e depois na Lumière Film School. Ela se sustentou trabalhando como modelo, atriz e em efeitos sonoros de filmes. Em 1979, recebeu o doutorado em etnologia da Universidade de Paris. De 1979 a 1980, Faye estudou produção de vídeo em Berlim e foi professora convidada na Universidade Livre de Berlim. Ela recebeu um diploma em etnologia da Sorbonne em 1988.

### Carreira cinematográfica
O primeiro filme de Faye, no qual também atuou, foi um curta de 1972 chamado La Passante ("O Passageiro"), elaborado a partir de suas experiências como estrangeira em Paris. Segue uma mulher (Faye) andando por uma rua e percebendo as reações dos homens próximos. O primeiro longa-metragem de Faye foi Kaddu Beykat, que significa A Voz do Camponês em Wolof e ficou conhecido internacionalmente como Carta da Minha Vila ou Notícias da Minha Vila. Ela obteve apoio financeiro para Kaddu Beykat do Ministério de Cooperação francês. Lançado em 1975, foi o primeiro longa-metragem feito por uma mulher da África Subsaariana a ser distribuído comercialmente e ganhou reconhecimento internacional para Faye. Em seu lançamento, foi proibido no Senegal. Em 1976 ganhou o Prêmio FIPRESCI da Federação Internacional de Críticos de Cinema (empatado com Chhatrabhang) e o Prêmio OCIC.
O documentário de Faye de 1983, Selbé: One Among Many, segue uma mulher de 39 anos chamada Sélbe, que trabalha para sustentar seus oito filhos desde que seu marido deixou sua vila para procurar trabalho. Selbé conversa regularmente com Faye, que permanece fora da tela, e descreve sua relação com o marido e a vida cotidiana na vila.
Os filmes de Faye são mais conhecidos na Europa do que em sua África natal, onde raramente são exibidos.

## Vida pessoal
Faye, que mora em Paris, é divorciada e tem uma filha.

## Filmografia
- 1972: La Passante (O Transeunte)
- 1975: Kaddu Beykat (Carta de minha vila)
- 1979: Fad'jal (Venha trabalhar)
- 1979: Goob na nu (A colheita está em)
- 1980: Man Sa Yay (Eu, a sua mãe)
- 1981: Les âmes au soleil (Almas sob o sol)
- 1983: Selbe: um entre muitos (Selbe e tantos outros)
- 1983: 3 ans 5 meses (Três anos e cinco meses)
- 1985: Racines noires (Raízes Negras)
- 1985: Elsie Haas, femme peintre et cinéaste d'Haiti (Elsie Haas, pintora e cineasta haitiana)
- 1989: Testito
- 1996: Mossane